# Z̯
Cette page contient des caractères spéciaux ou non latins. S’ils s’affichent mal (▯, ?, etc.), consultez la page d’aide Unicode.
Z̯ (z̯ en minuscule), appelé Z brève inversée souscrite, est un graphème qui a été utilisé dans l’alphabet Anthropos et notamment dans la transcription du tacana. Il s'agit de la lettre Z diacritée d'une brève inversée souscrite.

## Utilisation
Le z brève inversée souscrite ‹ z̯ › a été utilisé par Rudoph R. Schuller dans la transcription du tacana, dans les année 1930, représentant une consonne fricative alvéolaire voisée] dans une orthographe phonétique basée sur l’alphabet Anthropos.
Le z brève inversée souscrite ‹ z̯ › est un symbole phonétique, représentant une consonne fricative dentale voisée [z̪], utilisé dans la variante de l’alphabet phonétique américaniste proposée par le Western Institute for Endangered Language Documentation (en) (WIELD) en 2016.

## Représentations informatiques
Le Z brève inversée souscrite peut être représenté avec les caractères Unicode suivants :
- décomposé (latin de base, diacritiques) :

| formes    | représentations | chaînes de caractères | points de code | descriptions                                                   |
| --------- | --------------- | --------------------- | -------------- | -------------------------------------------------------------- |
| majuscule | Z̯               | Z◌̭                    | U+005A U+032F  | lettre majuscule latine z diacritique brève inversée souscrite |
| minuscule | z̯               | z◌̭                    | U+007A U+032F  | lettre minuscule latine z diacritique brève inversée souscrite |